# 寶鈔司
寶鈔司，明代二十四衙門之一，掌造粗細草紙，永樂七年巳酉（1409年）設北京寶鈔提舉司，打漿池設在西華門迤南。《蕪史》載「寶鈔司造草紙，備宮人使用，祖宗時造鈔印版及紅印，聞在庫中，其署左臨河後倚河，有泡稻草池，池中有石灰爐渣，視成臥象形，名象山，作房七十二間」，紙張材料則選長纖維紙漿，如桑穰（桑树内皮）、桦树皮為材料。
寶鈔司也印行鈔票，即「大明宝钞」，但因通貨膨脹，白银成为主要货币，紙鈔乏人問津，流通范围越来越狭小。
崇禎時，桐城人蔣臣建議發行紙鈔，需要桑穰200万斤，令内监到北直隶（今河北）、山东、河南、浙江等省采买，但明末戰亂，其事未果。崇祯十七年正月二十七日（1644年3月5日）蒋德璟上奏寶鈔司約有钞匠五百人。

## 官制
- 掌印太监，一员；
- 佥书，无定员；
- 管理，无定员；
- 监工，无定员。

## 人员

### 弘治时期
田斌